# Deutsche Muslim-Liga
Die Deutsche Muslim-Liga e. V. (DML) ist eine islamische Organisation. Die Deutsche Muslim-Liga versteht sich nach eigenen Angaben „als bundesweit tätige Organisation“ und als „Interessenvertretung deutscher Muslime“. Sie will den „deutschstämmigen und deutschsprachigen Muslimen eine bodenständige Plattform bieten“.

## Geschichte
Sie ist eine der ältesten islamischen Vereinigungen in Deutschland, die ohne Unterbrechung existiert. Sie wurde 1949 von deutschen Muslimen in Hamburg gegründet und 1954 als religiöse Vereinigung ins Vereinsregister eingetragen (Hamburg VR 5390). Sie ist als gemeinnützig anerkannt. 
Nur deutsche Staatsangehörige können Funktionsträger bei der DML sein. Damit soll demonstriert werden, „dass der Islam keine ‚Ausländerreligion‘ ist, sondern integraler Bestandteil der deutschen Gesellschaft“. Ihre Mitglieder kommen aus dem gesamten Bundesgebiet.
Von ihr spaltete sich in den 1980er Jahren die Deutsche Muslim-Liga Bonn ab.
1992 erfolgte die Aufnahme der DML in die beim Präsidium des deutschen Bundestages geführten öffentlichen Listen von Verbänden und deren Vertretern. Damit erwarb sie sich das Anhörungsrecht. Sie gehört außerdem zu den Gründungsmitgliedern des Zentralrates der Muslime in Deutschland (ZMD). Gemeinsam mit Pax Christi, der Aktionsgemeinschaft Dienst für den Frieden, dem Zentralrat der Muslime in Deutschland und der Schura Hamburg beteiligt sich die DML am Projekt Christlich-Islamische Friedensarbeit in Deutschland.

## Positionen
Im Konflikt um die Mohammed-Karikaturen betonte der Vorsitzende der Muslim-Liga, Mohammed Belal El-Mogaddedi, dass jeder Muslim das Recht habe, sich über beleidigende Karikaturen zu ärgern und dagegen im Rahmen der Gesetze vorzugehen. Jedoch sei die Presse- und Meinungsfreiheit integraler Bestandteil einer offenen Gesellschaft, und Muslime „müssen das aushalten“. Gemeinsam mit anderen Vertretern deutscher Muslim-Verbände verurteilte er die Anschläge von Paris.